# 2014년 FIFA 월드컵 A조
2014년 FIFA 월드컵 A조에는 브라질과 크로아티아, 멕시코, 그리고 카메룬이 편성되었다. 첫 경기는 2014년 6월 12일에 열렸고, 2014년 6월 23일에 모든 일정이 막을 내렸다.

## 참가국
| 편성 기호 | 국가       | 소속 연맹 | 본선 진출 경로                             | 본선 진출 확정일 | 본선 진출 횟수 | 최근 출전 대회 | 역대 최고 성적                                | FIFA 랭킹   | FIFA 랭킹  |
| 편성 기호 | 국가       | 소속 연맹 | 본선 진출 경로                             | 본선 진출 확정일 | 본선 진출 횟수 | 최근 출전 대회 | 역대 최고 성적                                | 2013년 10월 | 2014년 6월 |
| --------- | ---------- | --------- | ------------------------------------------ | ---------------- | -------------- | -------------- | --------------------------------------------- | ----------- | ---------- |
| A1 (머리) | 브라질     | CONMEBOL  | 개최국                                     | 2007년 10월 30일 | 20회           | 2010년         | 우승 (1958년, 1962년, 1970년, 1994년, 2002년) | 11위        | 3위        |
| A2        | 크로아티아 | UEFA      | 유럽 플레이오프 승리                       | 2013년 11월 19일 | 4회            | 2006년         | 3위 (1998년)                                  | 18위        | 18위       |
| A3        | 멕시코     | CONCACAF  | 북중미 - 오세아니아 대륙간 플레이오프 승리 | 2013년 11월 20일 | 15회           | 2010년         | 8강 (1970년, 1986년)                          | 24위        | 20위       |
| A4        | 카메룬     | CAF       | 아프리카 3차 예선 승리                     | 2013년 11월 17일 | 7회            | 2010년         | 8강 (1990년)                                  | 59위        | 56위       |

참고
1. ↑  2013년 10월 랭킹은 본선 조편성에 반영되었다.

## 순위
| 조별 리그 범례 | 조별 리그 범례                    |
| -------------- | --------------------------------- |
|                | 조 1위와 2위가 16강전에 진출한다. |
|                | 조별 리그 탈락.                   |

| 팀          | 경기 | 승 | 무 | 패 | 득 | 실 | 차 | 점 |
| ----------- | ---- | -- | -- | -- | -- | -- | -- | -- |
| 브라질 (개) | 3    | 2  | 1  | 0  | 7  | 2  | +5 | 7  |
| 멕시코      | 3    | 2  | 1  | 0  | 4  | 1  | +3 | 7  |
| 크로아티아  | 3    | 1  | 0  | 2  | 6  | 6  | 0  | 3  |
| 카메룬      | 3    | 0  | 0  | 3  | 1  | 9  | −8 | 0  |

출처: FIFA 보관됨 2019-06-11 - 웨이백 머신 

다음 라운드 진출 규정: 순위 규정 

(개) 개최국

- 브라질은 16강에서 칠레 (B조 2위)를 상대한다.
- 멕시코는 16강에서 네덜란드 (B조 1위)를 상대한다.

## 경기

### 브라질 vs 크로아티아

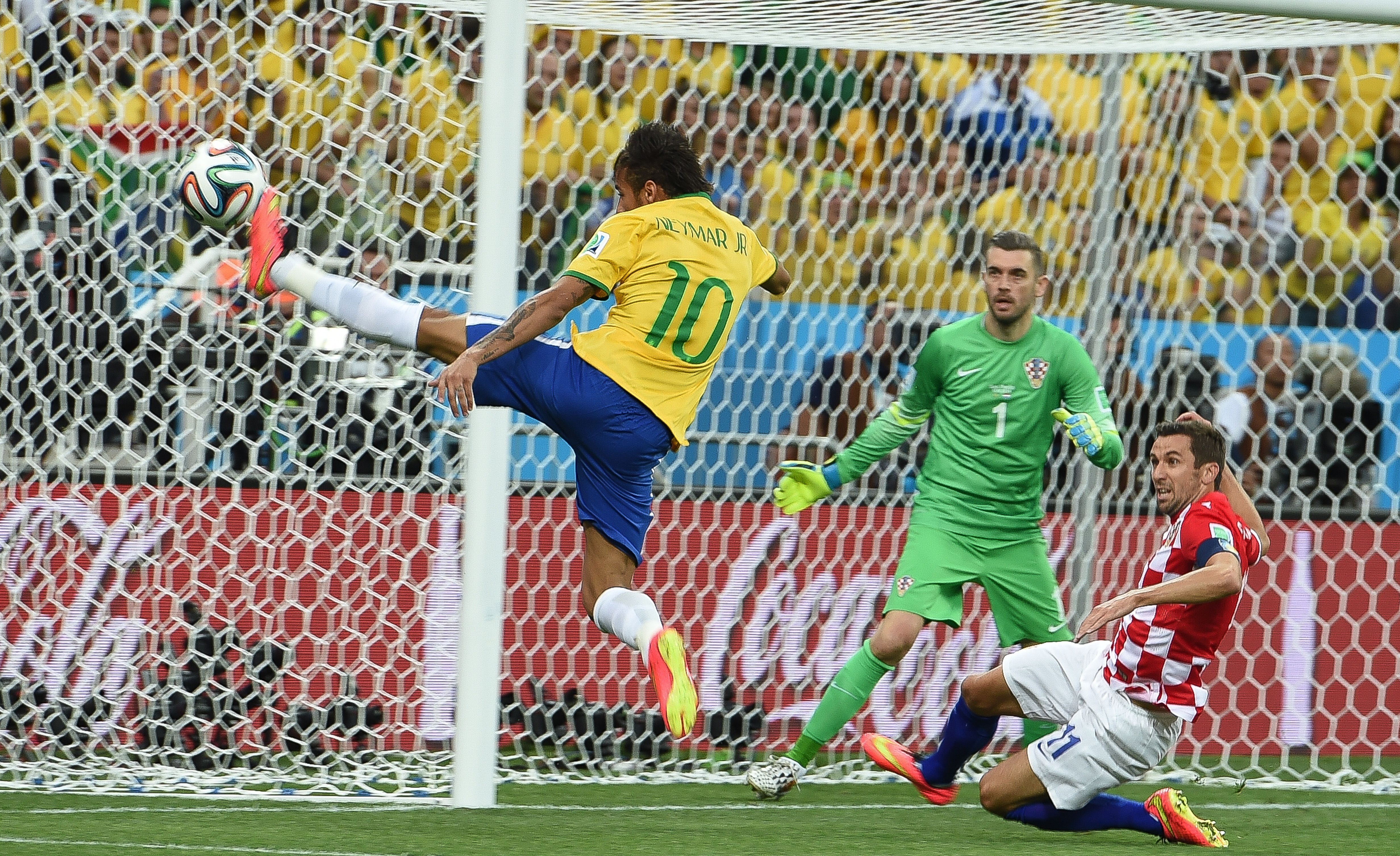
문전으로 전진하는 네이마르

양국은 두 차례 맞대결을 펼쳤는데, 한번은 2006년 FIFA 월드컵 조별 리그에서 조우했고, 브라질이 여기서 1-0으로 승리했다. 크로아티아는 앞서 아이슬란드와의 플레이오프전에서 퇴장당한 공격수 마리오 만주키치 없이 경기를 임하게 되었다.
크로아티아는 마르셀루의 자책골로 먼저 앞서나갔는데, 이비차 올리치가 차올린 공이 니키차 옐라비치에 굴절되었고, 이 공은 마르셀루를 거쳐 골문을 열었다. 네이마르는 오스카르의 패스를 받아 22미터 지점에서 동점골을 쏘았다. 후반전에 들어 브라질은 네이마르의 페널티킥으로 경기를 역전시켰는데, 그에 앞서 프레드가 데얀 로브렌에 넘어져 페널티킥을 얻는 과정이 논란이 되었다. 크로아티아는 동점골을 넣은 것으로 보였으나, 브라질 골키퍼 줄리우 세자르에 가한 반칙으로 인해 취소가 되어 이도 또한 논란이 되었다. 추가 시간에는 오스카르가 하미리스의 패스를 받아 20미터 거리에서 브라질의 3번째 골이자 쐐기골을 박았다.
경기 후, FIFA 주심 상임 위원 마시모 부사카는 페널티킥을 선언한 주심을 옹호하였고, 비록 최소한이었을 지라도 프레드와 로브렌 사이에 접촉이 있었다고 주장하였다. 한편, 또다른 명성높은 전 FIFA 주심 마르쿠스 메르크는 FIFA가 니시무라 유이치를 개막전 주심으로 선정한 데에 비판하였고, 주심의 활약을 "부끄럽다"라고 표현하기도 했다.
이 경기는 진귀한 기록들이 쏟아졌다. FIFA 월드컵 역사상 최초로 대회 첫 골이 자책골(이는 또한 브라질의 역사상 최초의 FIFA 월드컵 본선 자책골이기도 했다.)로 기록되었다. 이 대회의 첫 FIFA 월드컵 경기임에 따라, 프리킥 위치를 표시하는 소멸 분무가 처음 사용되었고, 득점선 판독 기술, 이 대회의 두가지 신기술이 도입되었다.
| 브라질                                        | 3 – 1  | 크로아티아            |
| --------------------------------------------- | ------ | --------------------- |
| 네이마르 29′, 71′ (페널티골) · 오스카르 90+1′ | 리포트 | 11′ (자책골) 마르셀루 |

| 브라질 | 크로아티아 |

| GK                     | 12 | 줄리우 세자르        |     |     |
| RB                     | 2  | 다니 아우베스        |     |     |
| CB                     | 3  | 치아구 시우바 (주장) |     |     |
| CB                     | 4  | 다비드 루이스        |     |     |
| LB                     | 6  | 마르셀루             |     |     |
| DM                     | 8  | 파울리뉴             |     | 63′ |
| DM                     | 17 | 루이스 구스타부      | 88′ |     |
| RW                     | 7  | 헐크                 |     | 68′ |
| AM                     | 11 | 오스카르             |     |     |
| LW                     | 10 | 네이마르             | 27′ | 88′ |
| CF                     | 9  | 프레드               |     |     |
| 교체 선수:             |    |                      |     |     |
| MF                     | 18 | 에르나니스           |     | 63′ |
| MF                     | 20 | 베르나르드           |     | 68′ |
| MF                     | 16 | 하미리스             |     | 88′ |
| 감독:                  |    |                      |     |     |
| 루이스 펠리피 스콜라리 |    |                      |     |     |

| GK          | 1  | 스티페 플레티코사    |     |     |
| RB          | 11 | 다리요 스르나 (주장) |     |     |
| CB          | 5  | 베드란 초를루카      | 65′ |     |
| CB          | 6  | 데얀 로브렌          | 69′ |     |
| LB          | 2  | 시메 브르살코        |     |     |
| CM          | 10 | 루카 모드리치        |     |     |
| CM          | 7  | 이반 라키티치        |     |     |
| RW          | 4  | 이반 페리시치        |     |     |
| AM          | 20 | 마테오 코바치치      |     | 61′ |
| LW          | 18 | 이비차 올리치        |     |     |
| CF          | 9  | 니키차 옐라비치      |     | 78′ |
| 교체 선수:  |    |                      |     |     |
| MF          | 14 | 마르첼로 브로조비치  |     | 61′ |
| FW          | 16 | 안테 레비치          |     | 78′ |
|             |    |                      |     |     |
| 감독:       |    |                      |     |     |
| 니코 코바치 |    |                      |     |     |

| 최우수 선수: 네이마르 (브라질) 부심: 도시유키 나기 (일본) 사가라 도루 (일본) 대기심: 알리레자 파가니 (이란) 후보 대기심: 하산 캄라니파르 (이란) |

### 멕시코 vs 카메룬
양국은 1993년 친선전에서 한번의 맞대결을 펼쳤고 이때 멕시코가 1-0으로 이겼었다.
멕시코의 조바니 도스 산토스는 전반전에 2차례 골망을 흔들었지만 모두 오프사이드로 무효가 되었다. 그러나, 다시보기를 통해 보여준 영상 자료에서는 첫 오프사이드 건에서는 최후방 수비수와 같은 선에 서 있었고, 두번째 경우에는 카메룬 선수에 굴절된 공을 받은 것이었다. 후반전에 도스 산토스가 쏜 공은 샤를 이탕주 카메룬 골키퍼가 잡아냈지만, 쇄도하는 오리베 페랄타가 튀어나온 공을 집었고, 빈 골망에 왼발로 마무리했다.
라파엘 마르케스 멕시코 주장은 4차례의 FIFA 월드컵 본선에서 주장 완장을 차고 나온 첫 선수가 되었다. 사뮈엘 에토는 네번째 FIFA 월드컵 본선 무대의 경기를 치르면서, 같은 국적의 자크 송오와 리고베르 송과 함께 이 부문에서 아프리카 선수로는 3명밖에 되지 않는 인물이 되었다.
| 멕시코     | 1 – 0  | 카메룬 |
| ---------- | ------ | ------ |
| 페랄타 61′ | 리포트 |        |

| 멕시코 | 카메룬 |

| GK          | 13 | 기예르모 오초아        |     |       |
| CB          | 2  | 프란시스코 로드리게스  |     |       |
| CB          | 4  | 라파엘 마르케스 (주장) |     |       |
| CB          | 15 | 엑토르 모레노          | 57′ |       |
| RWB         | 22 | 파울 아길라르          |     |       |
| LWB         | 7  | 미겔 라윤              |     |       |
| DM          | 23 | 호세 후안 바스케스     |     |       |
| CM          | 6  | 엑토르 에레라          |     | 90+1′ |
| CM          | 18 | 안드레스 과르다도      |     | 69′   |
| SS          | 10 | 조바니 도스 산토스     |     |       |
| CF          | 19 | 오리베 페랄타          |     | 74′   |
| 교체 선수:  |    |                        |     |       |
| MF          | 8  | 마르코 파비안          |     | 69′   |
| FW          | 14 | 하비에르 에르난데스    |     | 74′   |
| DF          | 3  | 카를로스 살시도        |     | 90+1′ |
| 감독:       |    |                        |     |       |
| 미겔 에레라 |    |                        |     |       |

| GK         | 16 | 샤를 이탕주           |     |     |
| RB         | 4  | 세드리크 죄구에       |     | 46′ |
| CB         | 3  | 니콜라 은쿨루         |     |     |
| CB         | 14 | 오렐리앙 체주         |     |     |
| LB         | 2  | 브누아 아수-에코토    |     |     |
| DM         | 6  | 알렉상드르 송         |     | 79′ |
| RM         | 17 | 스테판 음비아         |     |     |
| LM         | 18 | 에용 에노             |     |     |
| AM         | 8  | 벵자맹 무칸조         |     |     |
| AM         | 13 | 에리크 막생 슈포-모탱 |     |     |
| CF         | 9  | 사뮈엘 에토 (주장)    |     |     |
| 교체 선수: |    |                       |     |     |
| DF         | 5  | 다니 눈쿠             | 77′ | 46′ |
| FW         | 15 | 피에르 웨보           |     | 79′ |
|            |    |                       |     |     |
| 감독:      |    |                       |     |     |
| 폴커 핑케  |    |                       |     |     |

| 최우수 선수: 조바니 도스 산토스 (멕시코) 부심: 에두아르도 디아스 (콜롬비아) 움베르토 클라비호 (콜롬비아) 대기심: 노르베르 하우아타 (타히티) 후보 대기심: 아덴 마르와 (케냐) |

### 브라질 vs 멕시코

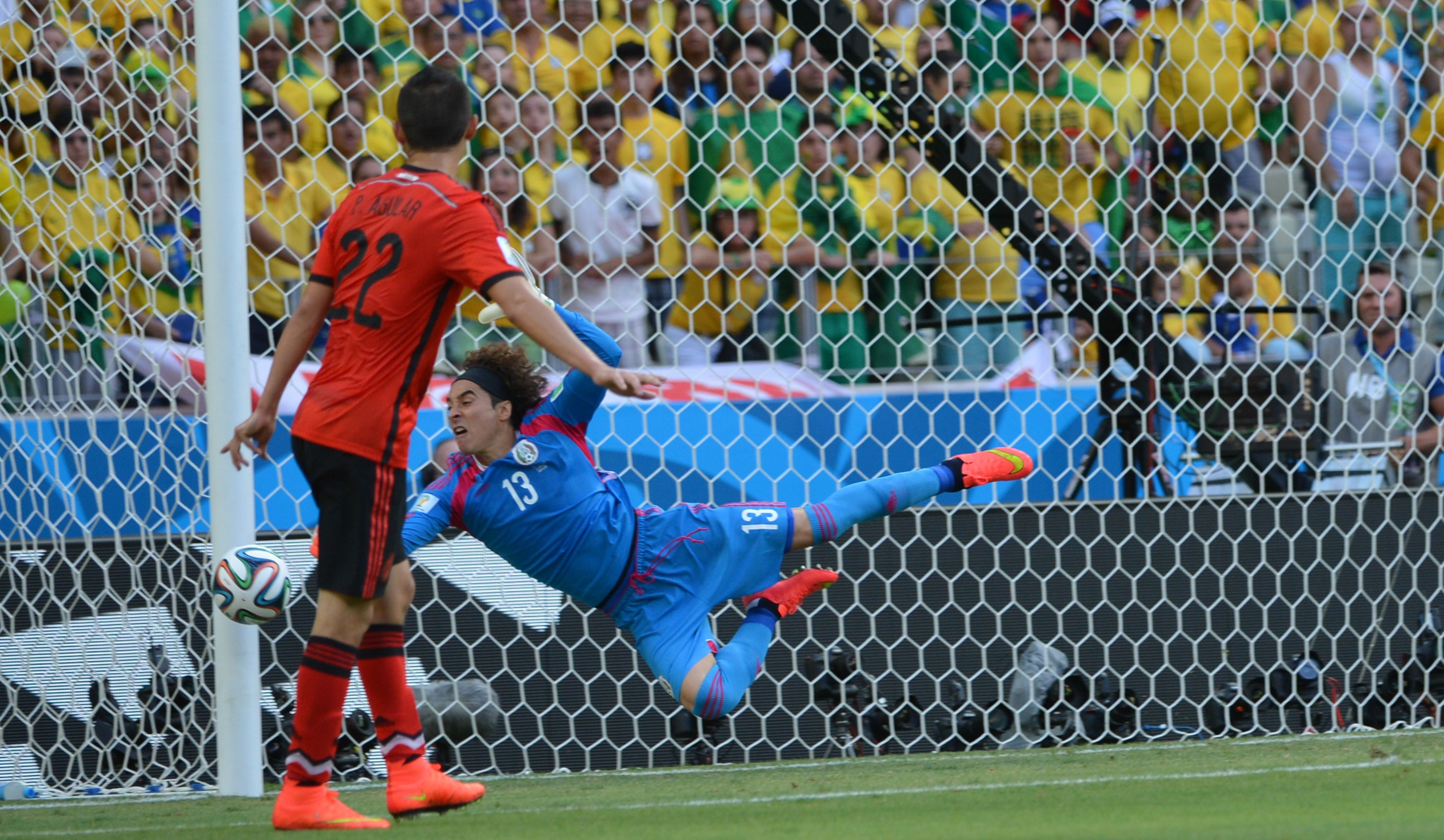
기예르모 오초아는 수 차례 선방으로 브라질 공격진을 막아냈다.

양국은 38번 맞대결을 펼쳤는데, 이 중 3번은 FIFA 월드컵 조별 리그 경기였고, 모두 브라질이 승리 (1950년에는 4-0, 1954년에는 5-0, 그리고 1962년에는 2-0)를 거두었다. 가장 최근에 펼친 맞대결은 2013년 FIFA 컨페더레이션스컵의 조별 리그로, 브라질이 2-0으로 이겼다.
멕시코 골키퍼 기예르모 오초아는 네 차례의 훌륭한 선방으로 브라질의 공격을 무위로 돌렸다. 전반전에, 오초아는 네이마르가 머리로 가격한 공을 우측에서 골대 주위로 공을 밀어 막아냈고, 또다시 파울리뉴의 근거리 슛을 막아냈다. 후반전에는 네이마르가 낮게 쏜 공을 막았고, 치아구 시우바의 막판 빈공간을 노리는 헤딩을 막았다.
이 경기를 통해 개최국이 조별 리그에서 1970년 FIFA 월드컵 이래 처음으로 무득점 무승부를 거두었다. 멕시코는 UEFA이나 CONMEBOL의 비회원국으로는 브라질을 상대로 FIFA 월드컵에서 승점을 획득했다.
| 브라질 | 0 – 0  | 멕시코 |
| ------ | ------ | ------ |
|        | 리포트 |        |

| 브라질 | 멕시코 |

| GK                     | 12 | 줄리우 세자르        |     |     |
| RB                     | 2  | 다니 아우베스        |     |     |
| CB                     | 3  | 치아구 시우바 (주장) | 79′ |     |
| CB                     | 4  | 다비드 루이스        |     |     |
| LB                     | 6  | 마르셀루             |     |     |
| DM                     | 8  | 파울리뉴             |     |     |
| DM                     | 17 | 루이스 구스타부      |     |     |
| CM                     | 11 | 오스카르             |     | 84′ |
| RW                     | 16 | 하미리스             | 45′ | 46′ |
| LW                     | 10 | 네이마르             |     |     |
| CF                     | 9  | 프레드               |     | 68′ |
| 교체 선수:             |    |                      |     |     |
| MF                     | 20 | 베르나르드           |     | 46′ |
| FW                     | 21 | 조                   |     | 68′ |
| MF                     | 19 | 윌리앙               |     | 84′ |
| 감독:                  |    |                      |     |     |
| 루이스 펠리피 스콜라리 |    |                      |     |     |

| GK          | 13 | 기예르모 오초아        |     |     |
| CB          | 2  | 프란시스코 로드리게스  |     |     |
| CB          | 4  | 라파엘 마르케스 (주장) |     |     |
| CB          | 15 | 엑토르 모레노          |     |     |
| RWB         | 22 | 파울 아길라르          | 59′ |     |
| LWB         | 7  | 미겔 라윤              |     |     |
| DM          | 23 | 호세 후안 바스케스     | 62′ |     |
| CM          | 6  | 엑토르 에레라          |     | 76′ |
| CM          | 18 | 안드레스 과르다도      |     |     |
| SS          | 10 | 조바니 도스 산토스     |     | 84′ |
| CF          | 19 | 오리베 페랄타          |     | 74′ |
| 교체 선수:  |    |                        |     |     |
| FW          | 14 | 하비에르 에르난데스    |     | 74′ |
| MF          | 8  | 마르코 파비안          |     | 76′ |
| FW          | 9  | 라울 히메네스          |     | 84′ |
| 감독:       |    |                        |     |     |
| 미겔 에레라 |    |                        |     |     |

| 최우수 선수: 기예르모 오초아 (멕시코) 부심: 바하틴 두란 (터키) 타르크 옹군 (터키) 대기심: 스베인 오드바르 모엔 (노르웨이) 후보 대기심: 심 헤겔룬 (노르웨이) |

### 카메룬 vs 크로아티아
양국은 맞대결을 펼친 적이 없다.
이 경기는 양팀이 모두 생존을 위해 승점이 필요한 상황이었고, 크로아티아가 이반 페리시치의 패스를 받은 이비차 올리치가 선제 득점을 올리며 앞서나갔다. 전반 종료를 앞두고, 카메룬은 알렉상드르 송이 마리오 만주키치와 공 없이 다투는 과정에서 퇴장당하며 10명으로 줄어들었다. 페리시치는 후반 시작과 함께 추가 득점을 성공시켰는데, 그는 카메룬 골키퍼 샤를 이탕주가 찬 골킥을 가로채 45미터를 주행해 가까운 쪽 골대로 공을 집어넣었다. 만주키치가 크로아티아의 3번째, 4번째 골을 성공시켰는데, 첫 골은 다니옐 프라니치가 차올린 코너킥으로, 다른 득점은 이탕주가 경로로 쏜 에두아르두의 슛을 막아내며 튀어나온 공을 다시 차 넣어 기록했다. 경기 결과에 따라, 카메룬은 대회에서 탈락하였다.
내부 불화도 눈에 띄었는데, 카메룬 수비수 브누아 아수-에코토가 벵자맹 무칸조를 박치기 한 영상이 찍혔다. 송은 이후 자국민들에게 만주키치에게 저지른 자신의 행동으로 인한 퇴장에 대해 사과하였고, 폴커 핑케 카메룬 감독은 카메룬 선수들의 졸전에 실망하였다.
2014년 7월 1일, 카메룬 공무원들은 카메룬 7명의 선수들이 승부 조작에 연루되었다는 주장에 대해 수사를 착수했다고 발표하였다. 그러나, FIFA는 카메룬이 치른 경기에는 승부 조작에 대한 증거는 없었다며 부인했다.
앞서 2002년 FIFA 월드컵에 득점을 기록한 바 있는 올리치는 1986년과 1998년에 득점을 기록한 미카엘 라우드루프에 이어 12년 간격으로 FIFA 월드컵 골맛을 본 두번째 선수가 되었다. 만주키치는 FIFA 월드컵 한 경기에서 두골 이상 기록한 첫 크로아티아인으로 이름을 올렸다. 4-0은 크로아티아의 FIFA 월드컵 역사상 최다 점수차 승리이기도 했다.
| 카메룬 | 0 – 4  | 크로아티아                                    |
| ------ | ------ | --------------------------------------------- |
|        | 리포트 | 11′ 올리치 · 48′ 페리시치 · 61′, 73′ 만주키치 |

| 카메룬 | 크로아티아 |

| GK         | 16 | 샤를 이탕주           |     |     |
| RB         | 17 | 스테판 음비아         |     |     |
| CB         | 14 | 오렐리앙 체주         |     | 46′ |
| CB         | 3  | 니콜라 은쿨루 (주장)  |     |     |
| LB         | 2  | 브누아 아수-에코토    |     |     |
| DM         | 21 | 조엘 마티프           |     |     |
| CM         | 6  | 알렉상드르 송         | 40′ |     |
| CM         | 18 | 에용 에노             |     |     |
| RW         | 13 | 에리크 막생 슈포-모탱 |     | 75′ |
| LW         | 8  | 벵자맹 무칸조         |     |     |
| CF         | 10 | 뱅상 아부바카르       |     | 70′ |
| 교체 선수: |    |                       |     |     |
| DF         | 5  | 다니 눈쿠             |     | 46′ |
| FW         | 15 | 피에르 웨보           |     | 70′ |
| MF         | 20 | 에드가 살리           |     | 75′ |
| 감독:      |    |                       |     |     |
| 폴커 핑케  |    |                       |     |     |

| GK          | 1  | 스티페 플레티코사    |     |     |
| RB          | 11 | 다리요 스르나 (주장) |     |     |
| CB          | 5  | 베드란 초를루카      |     |     |
| CB          | 6  | 데얀 로브렌          |     |     |
| LB          | 3  | 다니옐 프라니치      |     |     |
| CM          | 10 | 루카 모드리치        |     |     |
| CM          | 7  | 이반 라키티치        |     |     |
| RW          | 4  | 이반 페리시치        |     | 78′ |
| AM          | 19 | 사미르               |     | 72′ |
| LW          | 18 | 이비차 올리치        |     | 69′ |
| CF          | 17 | 마리오 만주키치      |     |     |
| 교체 선수:  |    |                      |     |     |
| FW          | 22 | 에두아르두           | 89′ | 69′ |
| MF          | 20 | 마테오 코바치치      |     | 72′ |
| FW          | 16 | 안테 레비치          |     | 78′ |
| 감독:       |    |                      |     |     |
| 니코 코바치 |    |                      |     |     |

| 최우수 선수: 마리오 만주키치 (크로아티아) 부심: 베르티누 미란다 (포르투갈) 티아구 트리구 (포르투갈) 대기심: 왈테르 로페스 (과테말라) 후보 대기심: 레오넬 레알 (코스타리카) |

### 카메룬 vs 브라질

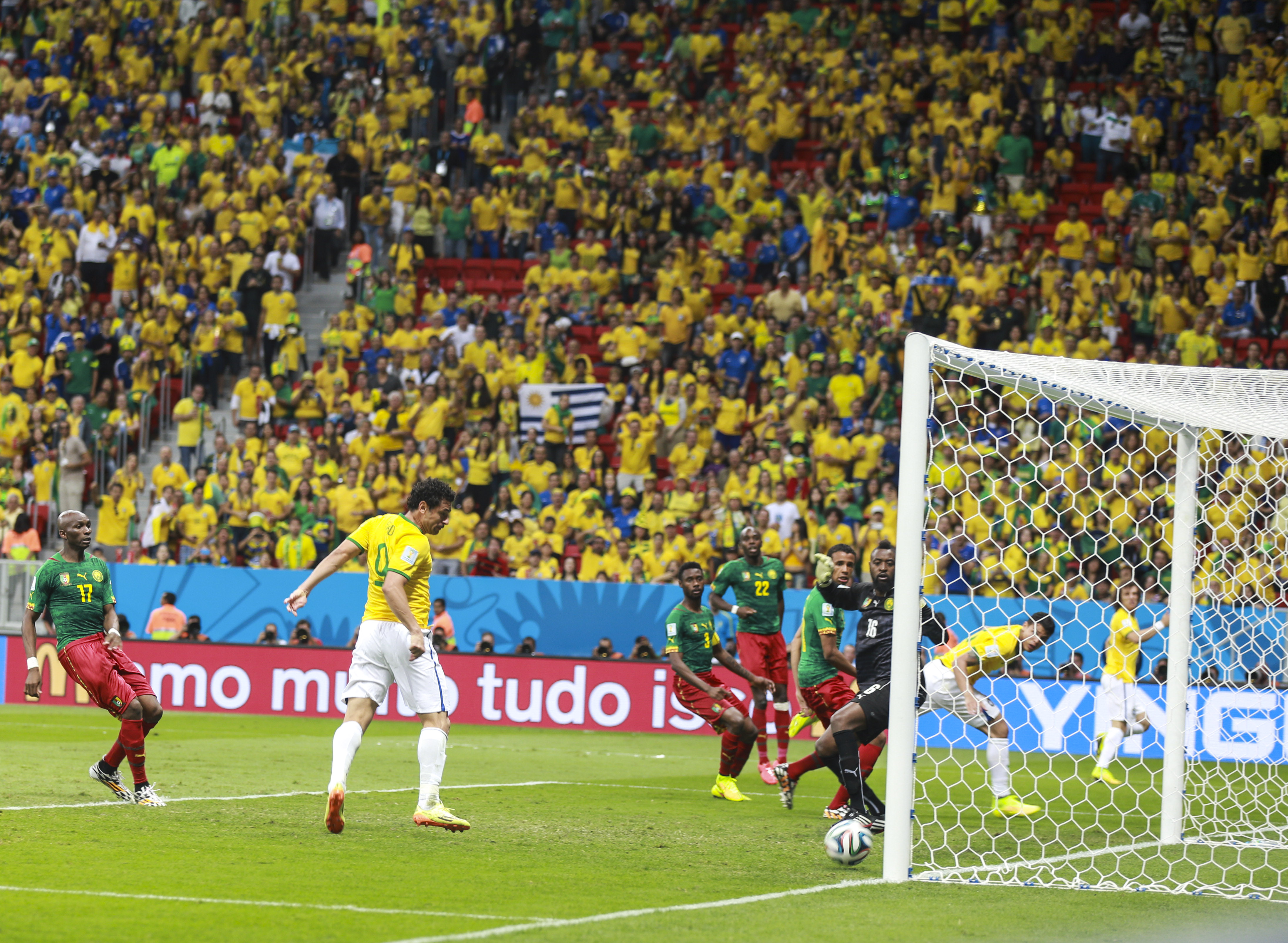
브라질의 3번째 골을 성공시키는 프레드.

양국은 4차례의 맞대결을 펼쳤고, 이 중 한번은 1994년 FIFA 월드컵 조별 리그 경기로, 브라질이 3-0으로 이겼다. 이들이 가장 최근에 맞붙은 경기는 2003년 FIFA 컨페더레이션스컵 조별 리그 경기로, 카메룬이 1-0으로 이겼다. 카메룬의 미드필더 알렉상드르 송은 앞서 크로아티아와의 경기에서 퇴장당해 출장이 불가능 (3경기 출장 정지 징계를 받고 나서 첫번째 경기였다) 했다.
다음 라운드 진출에 최소 무승부가 필요했던 브라질은 루이스 구스타부가 17분에 왼쪽에서 배급한 공을 네이마르가 한번에 골키퍼를 제쳐 낮게 구석으로 발로 차 넣었다. 이미 탈락이 확정된 크로아티아는 알랑 니옹이 다니 아우베스를 좌측에서 제압해 들어가 조엘 마티프가 마무리할 수 있도록 공을 배급했고, 동점골이 터졌다. 네이마르는 마르셀루로부터 공을 받아 페널티 구역 외곽에서 오른발로 낮게 차며 반대쪽으로 뻗은 골키퍼를 너머 골망을 갈랐고, 다시 브라질이 앞서가게 했다. 후반전에는 다비드 루이스가 좌측에서 공을 프레드에게 공을 배급해 근접 헤딩으로 추가골을 기록했고, 이후 페르난지뉴가 오스카르의 패스를 받아 낮게 오른발로 차 넣어 브라질의 완승을 장식했다. 경기 결과에 따라 브라질은 멕시코를 골득실차로 제치고 조 1위로 결선 토너먼트에 진출했다.
이 경기는 브라질의 100번째 FIFA 월드컵으로도 회자되었는데, 브라질은 독일 (2014년 FIFA 월드컵 조별 리그 1차전이 독일의 100번째 FIFA 월드컵 본선 경기였다.) 에 이어 FIFA 월드컵 100경기를 치른 두번째 국가가 되었다.
| 카메룬     | 1 – 4  | 브라질                                          |
| ---------- | ------ | ----------------------------------------------- |
| 마티프 26′ | 리포트 | 17′, 35′ 네이마르 · 49′ 프레드 · 84′ 페르난지뉴 |

| 카메룬 | 브라질 |

| GK         | 16 | 샤를 이탕주           |     |     |
| RB         | 22 | 알랑 니옹             |     |     |
| CB         | 3  | 니콜라 은쿨루 (주장)  |     |     |
| CB         | 21 | 조엘 마티프           |     |     |
| LB         | 12 | 앙리 베디모           |     |     |
| DM         | 7  | 란드리 눈게모         |     |     |
| CM         | 17 | 스테판 음비아         | 80′ |     |
| CM         | 18 | 에용 에노             | 11′ |     |
| RW         | 13 | 에리크 막생 슈포-모탱 |     | 81′ |
| LW         | 8  | 벵자맹 무칸조         |     | 58′ |
| CF         | 10 | 뱅상 아부바카르       |     | 72′ |
| 교체 선수: |    |                       |     |     |
| MF         | 20 | 에드가 살리           | 76′ | 58′ |
| FW         | 15 | 피에르 웨보           |     | 72′ |
| MF         | 11 | 장 마쿤               |     | 81′ |
| 감독:      |    |                       |     |     |
| 폴커 핑케  |    |                       |     |     |

| GK                     | 12 | 줄리우 세자르        |  |     |
| RB                     | 2  | 다니 아우베스        |  |     |
| CB                     | 3  | 치아구 시우바 (주장) |  |     |
| CB                     | 4  | 다비드 루이스        |  |     |
| LB                     | 6  | 마르셀루             |  |     |
| DM                     | 17 | 루이스 구스타부      |  |     |
| RM                     | 8  | 파울리뉴             |  | 46′ |
| LM                     | 11 | 오스카르             |  |     |
| RW                     | 7  | 헐크                 |  | 63′ |
| LW                     | 10 | 네이마르             |  | 71′ |
| CF                     | 9  | 프레드               |  |     |
| 교체 선수:             |    |                      |  |     |
| MF                     | 5  | 페르난지뉴           |  | 46′ |
| MF                     | 16 | 하미리스             |  | 63′ |
| MF                     | 19 | 윌리앙               |  | 71′ |
| 감독:                  |    |                      |  |     |
| 루이스 펠리피 스콜라리 |    |                      |  |     |

| 최우수 선수: 네이마르 (브라질) 부심: 다니엘 베른마르크 (스웨덴) 마티아스 클라세니우스 (스웨덴) 대기심: 스베인 오드바르 모엔 (노르웨이) 후보 대기심: 심 헤겔룬 (노르웨이) |

### 크로아티아 vs 멕시코

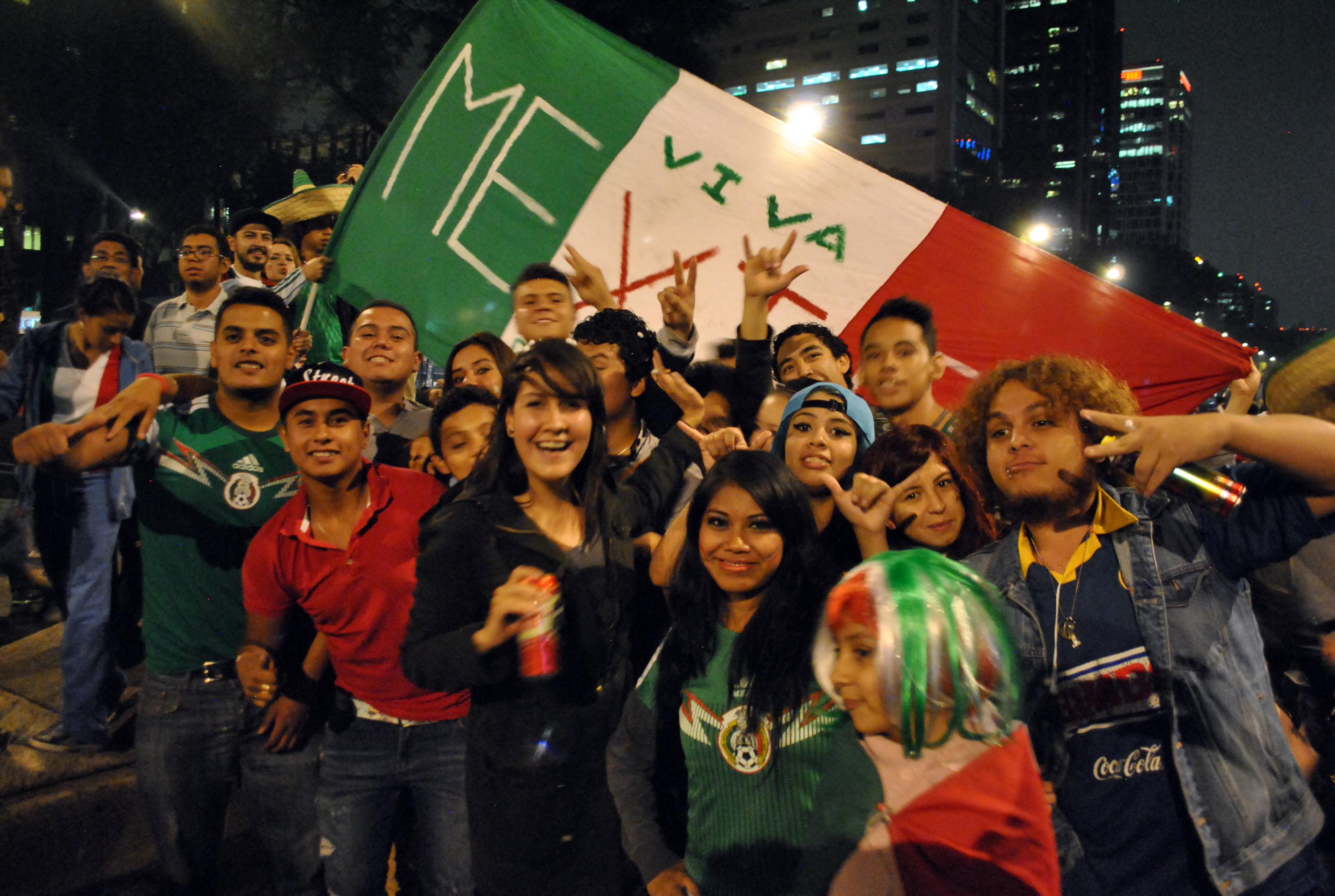
자국의 16강 진출을 자축하는 멕시코 팬들

양국은 3차례 맞대결을 펼쳤고, 이 중 한번은 2002년 FIFA 월드컵 조별 리그 경기로, 멕시코가 1-0으로 이겼다.
조별 리그 최종전으로 넘어오면서, 크로아티아는 같은 시간 벌어지는 카메룬과 브라질간의 경기와 관계 없이 다음 라운드 진출을 하려면 이겨야 하는 반면, 멕시코는 무승부만으로도 충분한 상황이었다. 경기는 70분간 무득점으로 침묵했는데, 엑토르 에레라의 코너킥을 라파엘 마르케스가 크로아티아 수비 사이로 도약해 머리로 후방에서 때려넣었다. 승리만으로 다음 라운드에 진출할 수 있는 크로아티아는 안드레스 과르다도가 오리베 페랄타의 패스를 받아 추가골을 넣는 시점에 잠시 멈추었다. 멕시코는 과르다도의 코너킥을 마르케스가 굴절시키고 이를 하비에르 에르난데스가 3번째 골로 마무리했다. 크로아티아의 이반 페리시치는 막판에 이반 라키티치의 후방 패스를 받아 2경기 연속으로 FIFA 월드컵 득점을 성공시켰지만, 영패를 면하는데 그쳤다. 멕시코의 3번째 골과 크로아티아의 만회골이 터진 시점 사이에 크로아티아의 안테 레비치가 카를로스 페냐에게 범한 반칙으로 퇴장당했다. 멕시코는 이 경기 승리로 조 2위 (브라질에게 골득실로 밀려)를 차지해 다음 라운드에 진출하였고, 크로아티아는 탈락하였다.
마르케스는 이 경기에 기록한 득점으로 콰우테모크 블랑코와 함께 3번의 FIFA 월드컵에 득점을 기록한 유이한 선수가 되었다.
| 크로아티아   | 1 – 3  | 멕시코                                       |
| ------------ | ------ | -------------------------------------------- |
| 페리시치 87′ | 리포트 | 72′ 마르케스 · 75′ 과르다도 · 82′ 에르난데스 |

| 크로아티아 | 멕시코 |

| GK          | 1  | 스티페 플레티코사    |     |     |
| RB          | 11 | 다리요 스르나 (주장) |     |     |
| CB          | 5  | 베드란 초를루카      |     |     |
| CB          | 6  | 데얀 로브렌          |     |     |
| LB          | 2  | 시메 브르살코        |     | 58′ |
| CM          | 7  | 이반 라키티치        | 9′  |     |
| CM          | 3  | 다니옐 프라니치      |     | 74′ |
| RW          | 4  | 이반 페리시치        |     |     |
| AM          | 10 | 루카 모드리치        |     |     |
| LW          | 18 | 이비차 올리치        |     | 69′ |
| CF          | 17 | 마리오 만주키치      |     |     |
| 교체 선수:  |    |                      |     |     |
| MF          | 20 | 마테오 코바치치      |     | 58′ |
| FW          | 16 | 안테 레비치          | 89′ | 69′ |
| FW          | 9  | 니키차 옐라비치      |     | 74′ |
| 감독:       |    |                      |     |     |
| 니코 코바치 |    |                      |     |     |

| GK          | 13 | 기예르모 오초아        |     |     |
| CB          | 2  | 프란시스코 로드리게스  |     |     |
| CB          | 4  | 라파엘 마르케스 (주장) | 39′ |     |
| CB          | 15 | 엑토르 모레노          |     |     |
| RWB         | 22 | 파울 아길라르          |     |     |
| LWB         | 7  | 미겔 라윤              |     |     |
| DM          | 23 | 호세 후안 바스케스     | 66′ |     |
| CM          | 6  | 엑토르 에레라          |     |     |
| CM          | 18 | 안드레스 과르다도      |     | 84′ |
| SS          | 10 | 조바니 도스 산토스     |     | 62′ |
| CF          | 19 | 오리베 페랄타          |     | 79′ |
| 교체 선수:  |    |                        |     |     |
| FW          | 14 | 하비에르 에르난데스    |     | 62′ |
| MF          | 21 | 카를로스 페냐          |     | 79′ |
| MF          | 8  | 마르코 파비안          |     | 84′ |
| 감독:       |    |                        |     |     |
| 미겔 에레라 |    |                        |     |     |

| 최우수 선수: 라파엘 마르케스 (멕시코) 부심: 압두하미둘로 라술로프 (우즈베키스탄) 바하디르 코흐카로프 (키르기스스탄) 대기심: 네앙 알리움 (카메룬) 후보 대기심: 지브릴 카마라 (세네갈) |

## 같이 보기
- 브라질의 FIFA 월드컵 성적